# Руслан Михайлов
Руслан Михайлов (р. 26 април 1969 г.) е бивш български футболист, вратар на Левски София. Син е на легендерния вратар на Левски (София) Бисер Михайлов и брат на бившия национален вратар Борислав Михайлов.

## Кариера
Преминава през всички юношески формации на клуба и стига до трети вратар на представителния отбор на Левски. Защитава цветовете още на Черно море (Варна), Миньор (Перник) (сезон 1991/92), Бдин (Видин) и на няколко аматьорски отбора.
Треньор на вратарите в ДЮШ от 2003 г. От януари 2008 г. е треньор на вратарите в първия отбор на клуба. Завършил треньорска школа към БФС – учител-треньор.
Към 2022 г. е треньор на вратарите в националните отбори за юноши до 15 и 16 г. Изкарва треньорски курс за лиценз на УЕФА като вратарски треньор през 2022 г.